# Choaspes benjaminii
Choaspes benjaminii är en fjärilsart som beskrevs av Guérin-meneville 1843. Choaspes benjaminii ingår i släktet Choaspes och familjen tjockhuvuden. Inga underarter finns listade i Catalogue of Life.

## Bildgalleri

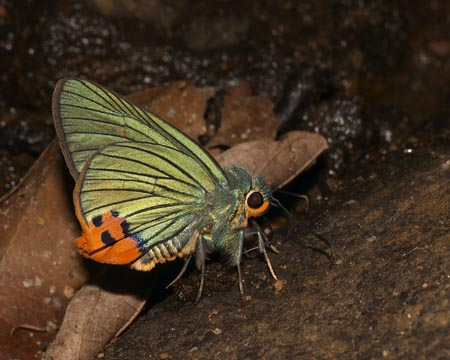
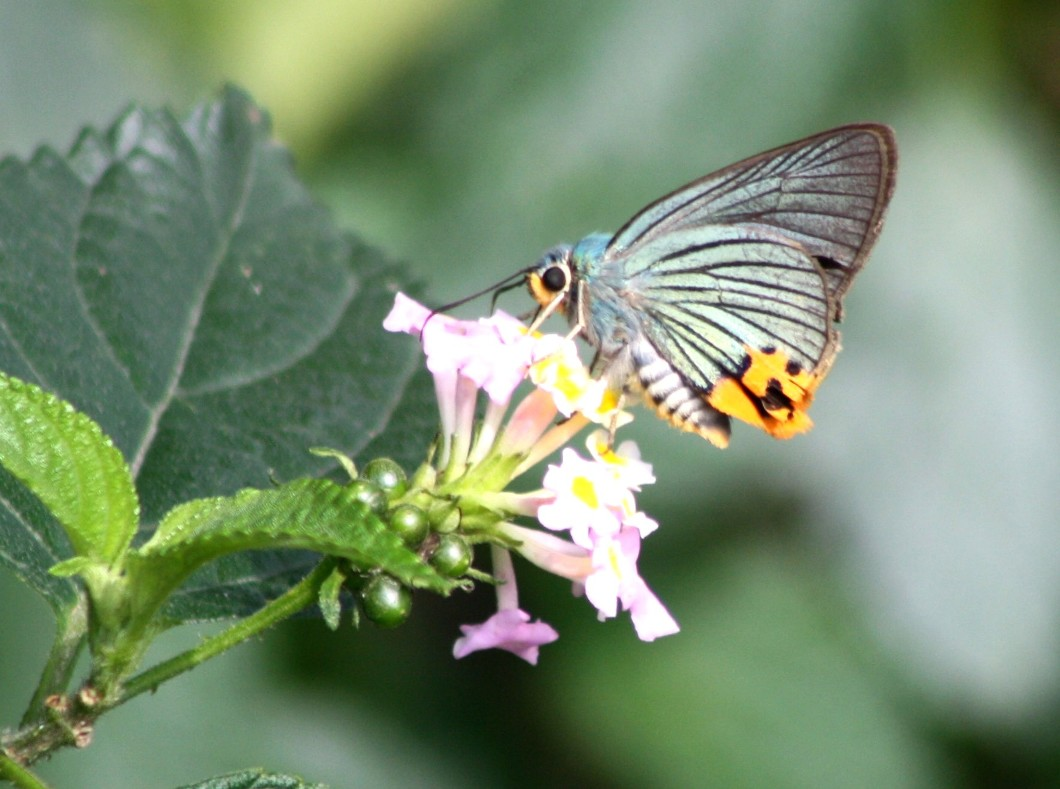
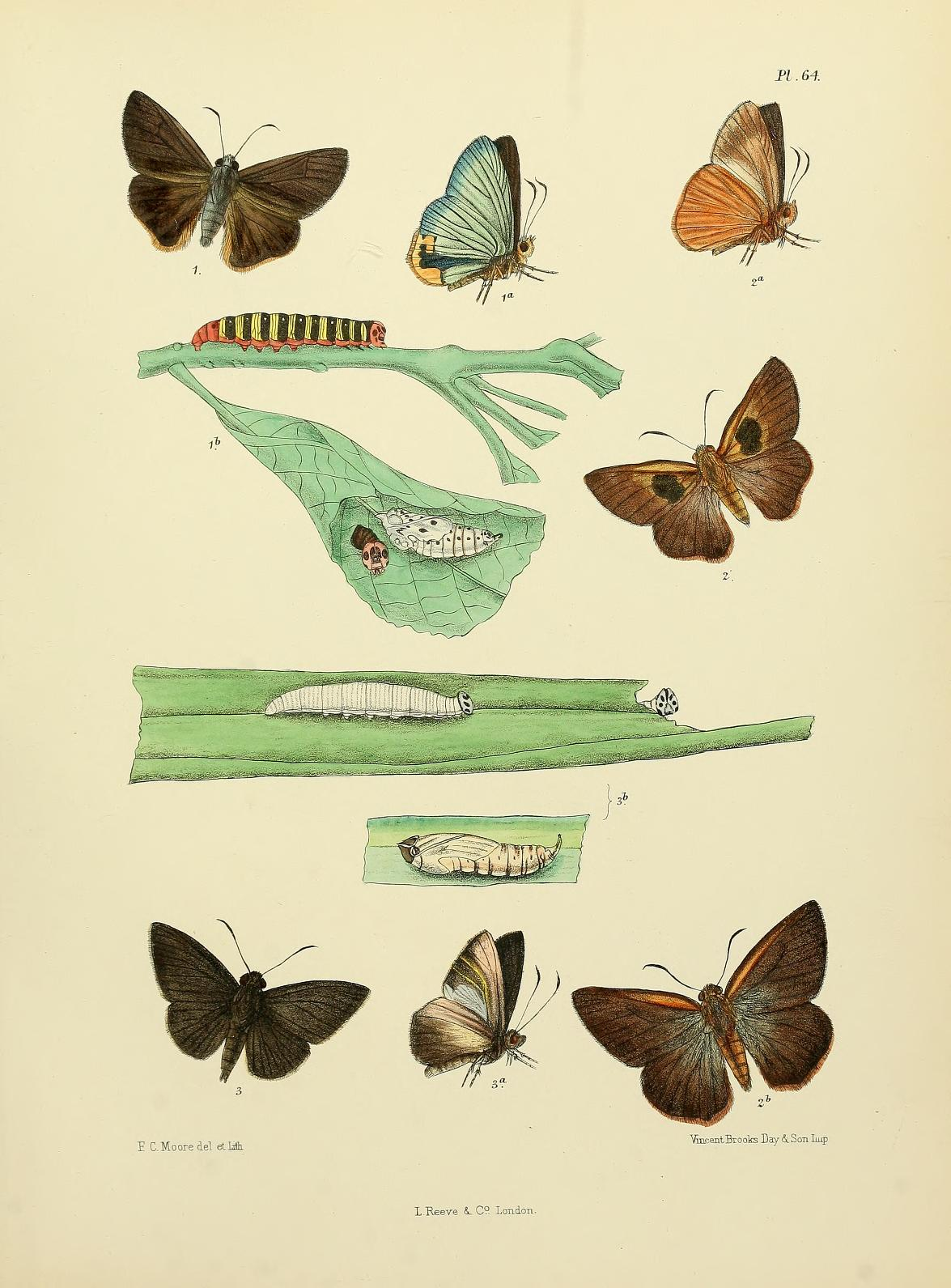
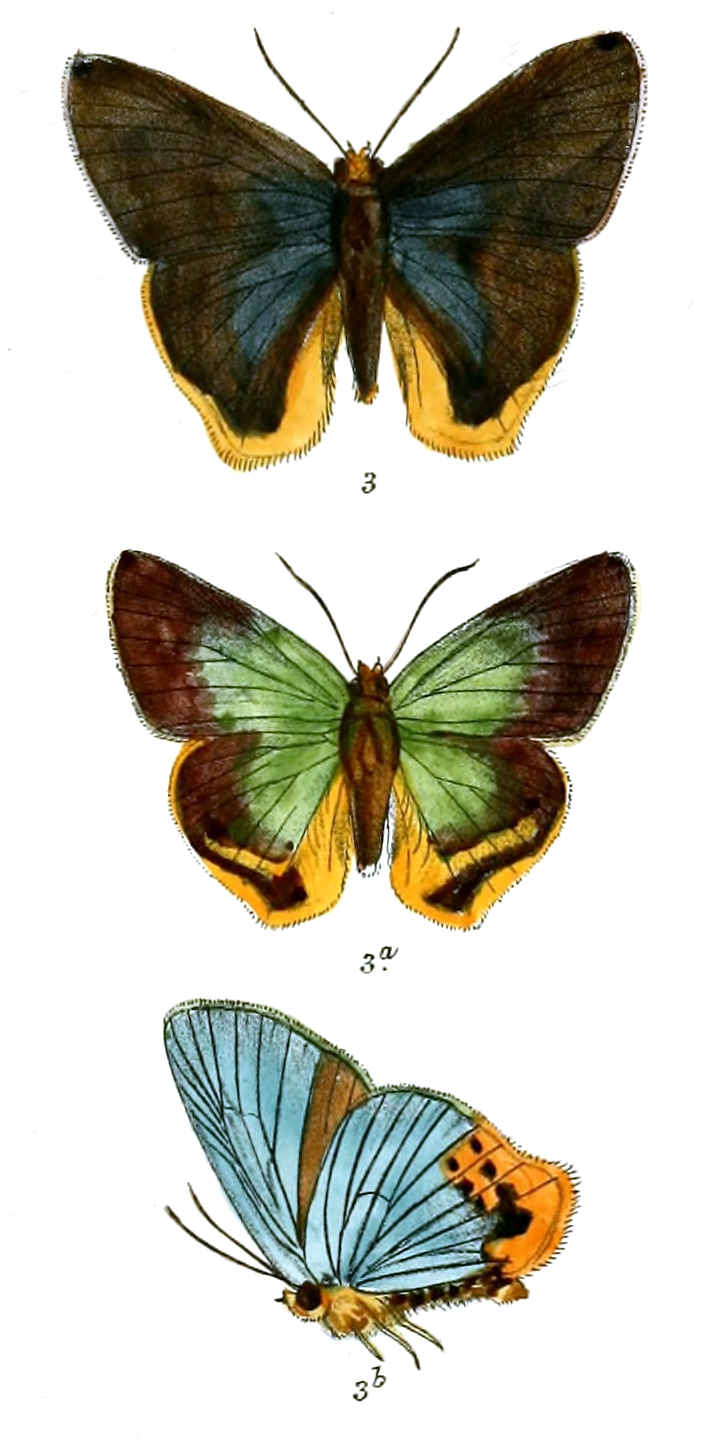
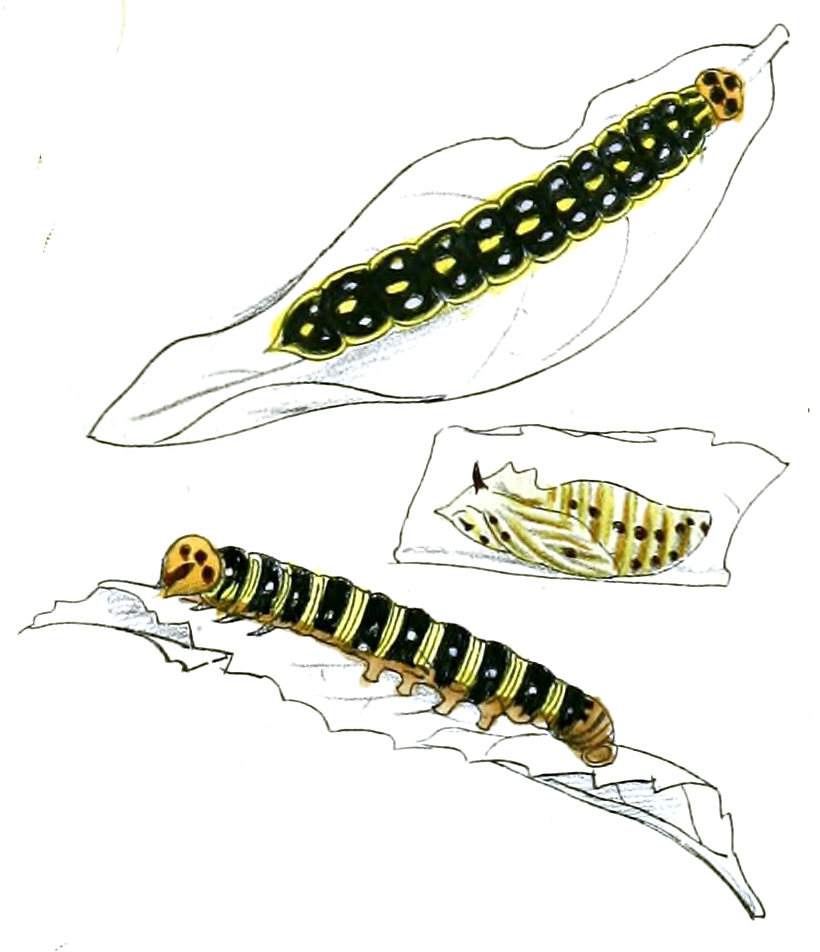